# Las Nieves (Pontevedra)

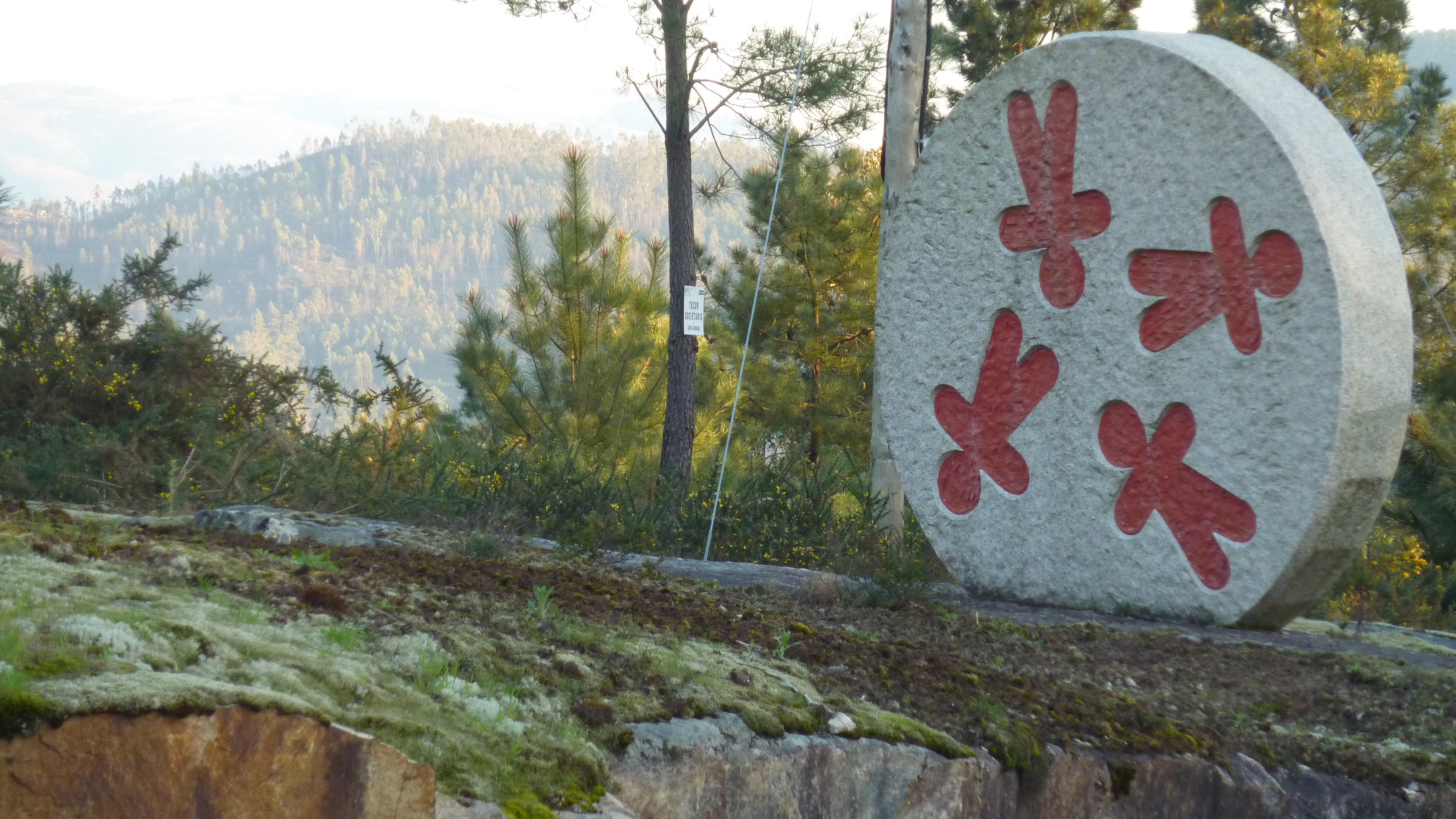
Escultura de Manolo Rial en el municipio de Nieves.

Las Nieves o Nieves (en gallego y oficialmente As Neves) es un municipio español situado en la parte meridional de la comarca del Condado, en la provincia de Pontevedra, comunidad autónoma de Galicia. Cuenta con una población de 3678 habitantes (INE 2024).

## Límites
Limita con los municipios de Salvatierra de Miño, Puenteareas, La Cañiza y Arbo, y al sur con el río Miño, que conforma la frontera entre España y Portugal.

## Toponimia
Hasta 1904 se denominaba Setados y la capital del municipio estaba situada en la parroquia de Santa Eugenia de Setados; desde entonces, y de forma oficial hasta 1981 se pasó a denominar Nieves.

## Historia
Hacia mediados del siglo XIX, el municipio, por entonces conocido como «Setados» por tener el ayuntamiento en la parroquia de ese nombre, tenía contabilizada una población de 5620 habitantes. Aparece descrito en el decimocuarto volumen del Diccionario geográfico-estadístico-histórico de España y sus posesiones de Ultramar de Pascual Madoz con las siguientes palabras:

SETADOS: ayunt. en la prov. de Pontevedra (7 leg.), part. jud. de Puenteareas (2), dióc. de Tuy (3), aud. terr. y c. g. de la Coruña (28). sit. á la der. del r. Miño y confines con Portugal: reinan todos los vientos: el clima es en lo general templado y saludable. Comprende las felig. de Batallanes, San Pedro; Batallanes, Sta. Eulalia; Cerdeira, San Juan; Linares, Sta. Maria; Ribarteme, San Cipriano; Ribarteme, San José; Ribarteme, Santiago; Rubios, San Juan; Setados, Sta. Eugenia (cap.); Taboeja, Sta. Maria; Tortoreos, Santiago; y Vide, Sta. Maria. Confina el térm. municipal N. con el de Mondariz; E. el de Arbo, part. de Cañiza; S. r. Miño; y O. ayunt. de Salvatierra. El terreno es de buena calidad: su principal monte es el de San Mamed, sit. al N., del que bajan distintos arroyos y se dirigen á desaguar en el Miño. Los caminos son vecinales, algunos conducen á Puenteareas, y el que viene de Vigo y Tuy se dirige á Rivadabia y Orense. prod.: maiz, centeno, trigo, patatas, castañas, vino, legumbres, hortalizas, frutas, leña, maderas y pastos; hay ganado vacuno, lanar, cabrio y algun caballar; caza de perdices, codornics, arceas, liebres y conejos; y pesca de truchas, anguilas, lampreas, sollos, salmones etc. ind.: la agrícola, molinos harineros, telares de lienzo ordinario y sierras al agua para el corte de maderas. pobl.: 1,405 vec., 5,620 alm. contr.: (V. el cuadro sinóptico del part. jud.) Asciende el presupuesto del ayunt. á 14.000 rs. que se cubren por reparto entre los vecinos.
(Madoz, 1849, pp. 206-207)

## Geografía humana

### Demografía
Cuenta con una población de 3678 habitantes (INE 2024).
| Gráfica de evolución demográfica de As Neves entre 1842 y 2021 |
| |
| Población de derecho según los censos de población del INE Población de hecho según los censos de población del INEEn estos censos se denominaba Setados: 1842, 1857, 1860, 1877, 1887, 1897 y 1900 En estos censos se denominaba Nieves: 1910, 1920, 1930, 1940, 1950, 1960, 1970 y 1981 |

### Parroquias
Parroquias que forman parte del municipio:
- Batallanes (San Pedro)
- Cerdeira (San Juan)
- Las Nieves[1]
- Liñares (Santa María)
- Ribarteme (San Ciprián)[1]
- Rubiós (San Juan)
- San José de Ribarteme (San José)[1]
- Santa Eulalia de Batallanes (Santa Eulalia)[1]
- Santiago de Ribarteme (Santiago)
- Setados (Santa Eugenia)
- Taboeja[1]
- Tortoreos (Santiago)
- Vide (Santa María)

## Festividades
- Romería de Santa Marta: Cada 29 de julio se celebra en San José de Ribarteme la Procesión de Santa Marta de Ribarteme en la que los participantes portan ataúdes dentro de los cuales transportan a los penitentes.[10]
- Van acompañando a la Santa, junto con la imagen de San Benito y la Virgen del Carmen.

## Hermanamientos
- Corcoué-sur-Logne, Francia
- Legé, Francia
- Touvois, Francia